# Охорона здоров'я в Болгарії
У 2015 році Болгарія посіла третє місце за показником смертності в Європі — 708 на 100 тис. населення. Чотири європейські регіони з найвищою смертністю від хвороб системи кровообігу були в Болгарії.
На початку 2000-х років головними природними причинами смерті були серцево-судинні захворювання (найчастіше проявлялися в інсультах), рак і респіраторні захворювання. Болгарія мав дуже низький рівень захворюваності вірус імунодефіциту людини (ВІЛ). Незважаючи на те, що в 2003 році оцінка захворюваності становила менше 0,1 % населення, на початку 2000-х років кількість нових звітів про випадки захворювання щорічно зростала. У 2005 році було зареєстровано близько 86 нових випадків, що привело до офіційного загального числа близько 600, і 58 нових випадків були зареєстровані в першій половині 2006 року. У 2010 році було 1160 ВІЛ-позитивні особи.

## Охорона здоров'я
Як колишній супутник Радянського Союзу, Болгарія використовувала його систему охорони здоров'я: модель Семашко. Ця особлива система характеризується наявністю державної монополії, де є централізоване планування та фінансування сфери охорони здоров'я. Не було приватних структур для надання медичних послуг. Не було медичного страхування; система фінансувалася безпосередньо з державного бюджету, оплачувалася на утримання, була загальнодоступною і вільною для пацієнтів.
Болгарія розпочала загальну реформу своєї застарілої системи охорони здоров'я, успадкованої з комуністичної ери, лише у 1999 році. У 1990-х роках приватні медичні практики дещо розширилися, але більшість болгар покладалися на громадські клініки комуністичної ери, сплачуючи високі ціни за особливу медичну допомогу. Протягом цього періоду національні показники охорони здоров'я загалом погіршилися, оскільки економічна криза значно зменшила фінансування охорони здоров'я.
Подальша програма реформування системи охорони здоров'я запровадила обов'язкове медичне страхування працівників через Національний фонд медичного страхування (НФМС), який з 2000 року поступово збільшує частку первинних витрат на охорону здоров'я. Співробітники та роботодавці сплачують все більший, обов'язковий відсоток зарплат, з метою поступового зменшення державної підтримки охорони здоров'я. Приватне медичне страхування відіграє лише додаткову роль. Система також була децентралізована, роблячи муніципалітети відповідальними за власні заклади охорони здоров'я, а до 2005 року більша частина первинної медичної допомоги прийшла від приватних медиків. Розподіл фармацевтичної продукції також був децентралізований. Згідно з опитуванням, проведеним Euro health consumer index 2015, Болгарія була серед європейських країн у яких найчастіше повідомлялося про неофіційні платежі лікарям.
На початку 2000-х років лікарняна система суттєво скоротилася, щоб обмежити залежність від лікарень для рутинного догляду. Очікуване членство в Європейському Союзі (2007) стало головною мотивацією для цієї тенденції. У період з 2002 по 2003 рік кількість лікарняних ліжок скоротилася на 56 % до 24 300. Проте темпи скорочення сповільнилися на початку 2000-х років; у 2004 році працювало близько 258 лікарень порівняно з плановою оптимальною кількістю 140. У період з 2002 по 2004 рік видатки на охорону здоров'я в національному бюджеті збільшилися з 3,8 % до 4,3 %, а НЦЗІ складають більше 60 % річних витрат.
У 1990-х роках якість медичних досліджень і навчання серйозно знизилася через низьке фінансування. На початку 2000-х років акцент медичного та фельдшерського навчання, який проводився в п'яти медичних школах, полягав у підготовці персоналу первинної медичної допомоги до подолання дефіциту, що виникає внаслідок системи підготовці фахівців комуністичної ери. Експерти вважали, що в Болгарії є достатній запас медичного персоналу, але існує дефіцит іншого медичного персоналу. У 2000 році в Болгарії було 3,4 лікарів, 3,9 медсестер і 0,5 акушерок на 1000 населення.